# Corcovado (Brasile)
Il Corcovado (in portoghese: "gobbo") o Monte Cristo è una montagna situata nel centro di Rio de Janeiro, in Brasile; alta 710 metri, è situata nel parco nazionale della Tijuca. È conosciuto a livello mondiale in quanto sulla cima si trova la statua del Cristo Redentore.

## Accesso

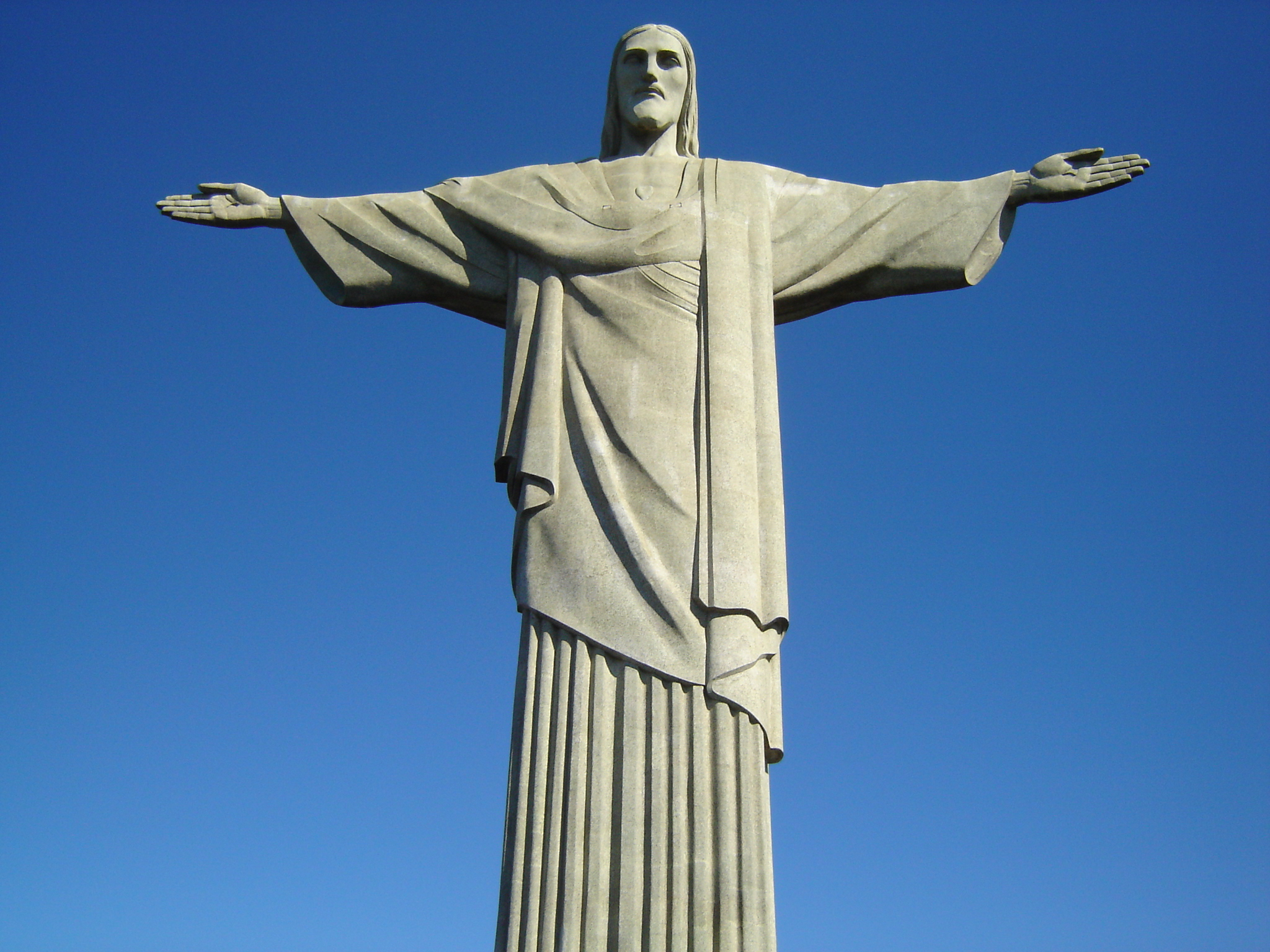
La statua del Cristo Redentore sul Corcovado

Il picco e la statua sono accessibili tramite la Corcovado Rack Railway, aperta nel 1884 e rinnovata nel 1980 con treni di fabbricazione svizzera. La ferrovia usa treni a cremagliera alimentati elettricamente capaci di trasportare 360 passeggeri all'ora. Ogni viaggio dura circa 20 minuti e il treno riparte ogni mezz'ora, dalle 8:30 alle 18:30.
Alla base della statua si trova una scala composta da 222 gradini e vi sono 3 ascensori panoramici e 8 scale mobili.

## Attrazioni
L'attrazione più popolare del Corcovado è la statua, che attira oltre 300,000 persone tra gente del luogo e turisti ogni anno. Dalla piattaforma della statua si può vedere la città di Rio, il Pan di Zucchero, il lago Rodrigo de Freitas, le spiagge di Copacabana e Ipanema, lo Stadio Mário Filho, e molte favelas. 
Il Corcovado è anche scalabile e vi sono 54 vie attraversabili dagli scalatori (dato risalente al 1992).

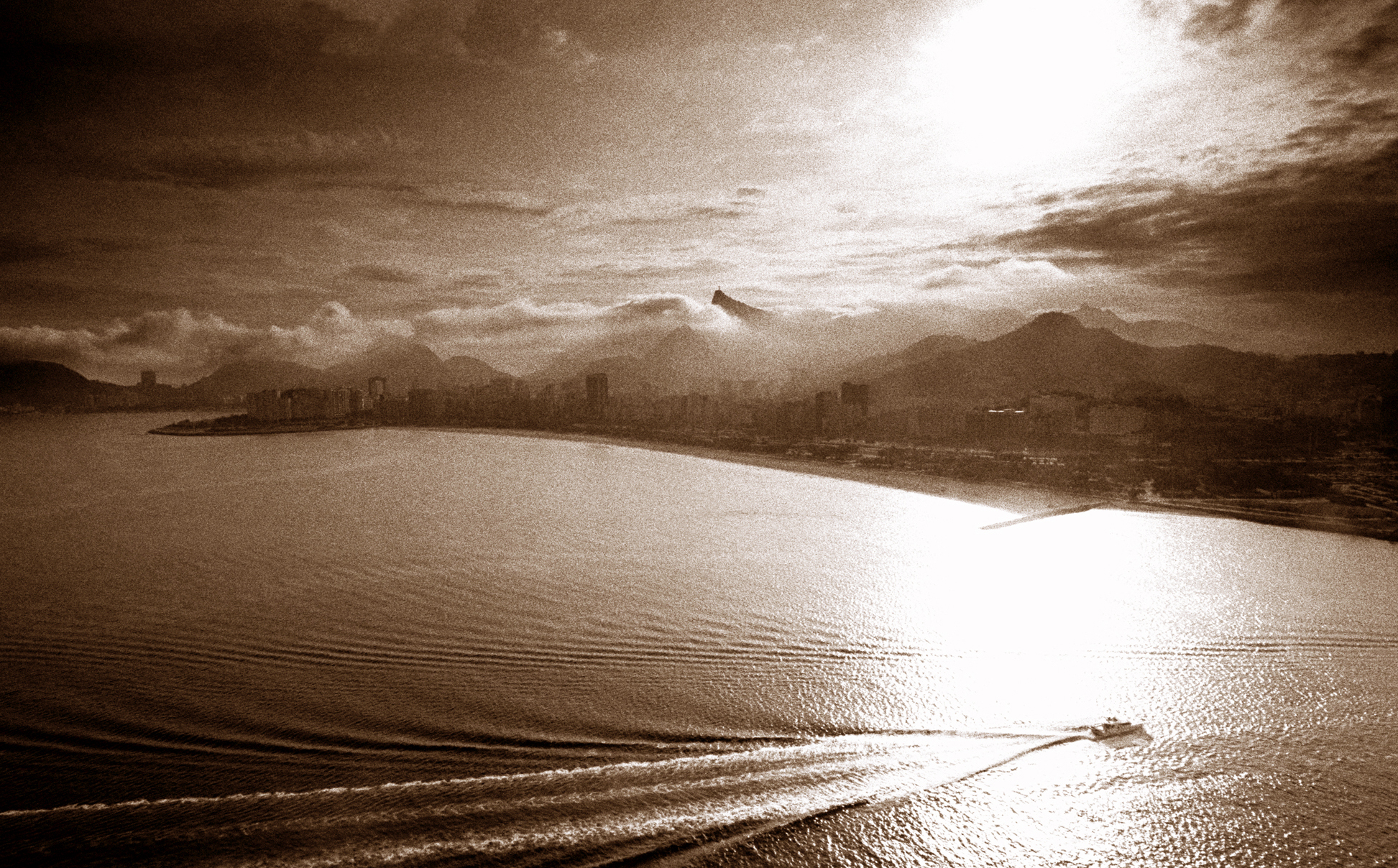
Corcovado, Rio de Janeiro 1985

## Geologia
Il Corcovado è una montagna di granito, con alcune pareti rocciose verticali.